# Ike Barinholtz
Isaac „Ike” Barinholtz (Chicago, 1977. február 18. –) amerikai humorista, színész és forgatókönyvíró.

## Fiatalkora és családja
A chicagói Rogers Parkban született, és Lakeview-ban nevelkedett. Szülei Peggy és Alan Barinholtz voltak. Testvére, Jon Barinholtz szintén színész. Barinholtz szerint szülei remek humorérzékkel rendelkeztek. Zsidó származású.

## Filmográfia
| Év   | Magyar cím                                  | Eredeti cím                                         | Szerep                    | Magyar hang            | Rendező                               |
| ---- | ------------------------------------------- | --------------------------------------------------- | ------------------------- | ---------------------- | ------------------------------------- |
| 2008 | Spárta a köbön                              | Meet the Spartans                                   | Próféta / Dane Cook       | Breyer Zoltán          | Jason Friedberg és Aaron Seltzer (1.) |
| 2008 | Katasztrófafilm                             | Disaster Movie                                      | több szereplő             | Varga Rókus            | Jason Friedberg és Aaron Seltzer (2.) |
| 2010 | Vámpíros film                               | Vampires Suck                                       | Bobby White (cameo)       | Dévai Balázs           | Jason Friedberg és Aaron Seltzer (3.) |
| 2014 | Rossz szomszédság                           | Neighbors                                           | Jimmy Blevins             | Kálloy Molnár Péter    | Nicholas Stoller (1.)                 |
| 2015 | Lánytesók                                   | Sisters                                             | James                     | Schmied Zoltán         | Jason Moore                           |
| 2016 | Rossz szomszédság 2.                        | Neighbors 2: Sorority Rising                        | Jimmy Blevins             | Kálloy Molnár Péter    | Nicholas Stoller (2.)                 |
| 2016 | Angry Birds – A film                        | The Angry Birds Movie                               | Tiny (hangja)             | Kossuth Gábor          | Clay Kaytis                           |
| 2016 | Angry Birds – A film                        | The Angry Birds Movie                               | Tiny (hangja)             | Kossuth Gábor          | Fergal Reilly                         |
| 2016 | Központi hírszerzés                         | Central Intelligence                                | forgatókönyvíró           | –                      | Rawson M. Thurber                     |
| 2016 | Suicide Squad – Öngyilkos osztag            | Suicide Squad                                       | Griggs                    | Horváth-Töreki Gergely | David Ayer (1.)                       |
| 2016 | Gólyák                                      | Storks                                              | különféle gólyák (hangja) | Pál Tamás              | Nicholas Stoller (3.)                 |
| 2016 | Gólyák                                      | Storks                                              | különféle gólyák (hangja) | Pál Tamás              | Doug Sweetland                        |
| 2017 | Ó, anyám!                                   | Snatched                                            | Jeffrey Middleton         | Király Attila          | Jonathan Levine                       |
| 2017 | Mélytorok: A Watergate-sztori               | Mark Felt: The Man Who Brought Down the White House | Angelo Lano               | Posta Victor           | Peter Landesman                       |
| 2017 | A katasztrófaművész                         | The Disaster Artist                                 | Önmaga (cameo)            | Horváth-Töreki Gergely | James Franco                          |
| 2017 |                                             | Bright                                              | Pollard                   |                        | David Ayer (2.)                       |
| 2018 | Szűzőrség                                   | Blockers                                            | Hunter                    | Király Attila          | Kay Cannon                            |
| 2018 | Eskü: A terror orvosa                       | The Oath                                            | Chris                     | Schmied Zoltán         | Ike Barinholtz                        |
| 2019 | Talkshow                                    | Late Night                                          | Daniel Tennant            | Pavletits Béla         | Nisha Ganatra                         |
| 2019 | A Lego-kaland 2.                            | The Lego Movie 2: The Second Part                   | Lex Luthor (hangja)       | Pál Tamás              | Mike Mitchell                         |
| 2020 | Vadászat                                    | The Hunt                                            | Staten Island (Moses)     | Király Attila          | Craig Zobel                           |
| 2021 | Moxie, avagy a vagány csajok visszavágnak   | Moxie                                               | Mr. Davies                | Király Attila          | Amy Poehler                           |
| 2022 | A gigantikus tehetség elviselhetetlen súlya | The Unbearable Weight of Massive Talent             | Martin Etten              |                        | Tom Gormican                          |
| 2024 | Orion és a Sötétség                         | Orion and the Dark                                  | Fény (hangja)             | Szabó Győző            | Sean Charmatz                         |